# Alexandru Răuță
Alexandru Răuță (n. 17 iunie 1992, Pitești, România) este un fotbalist român, care joacă pe post de mijlocaș la Mioveni.
În iunie 2022, a semnat un contract pentru două sezoane cu Hermannstadt.